# Airbus E-Fan X
L'Airbus/Rolls-Royce/Siemens E-Fan X és un avió elèctric/híbrid demostrador en curs de desenvolupament per Airbus, Rolls-Royce plc i Siemens. Fou anunciat el 28 de novembre del 2017 i segueix la línia d'anteriors demostradors d'aeronaus elèctriques per complir la Visió Flightpath 2050 de la Comissió Europea per al transport sostenible. Se substituirà un dels quatre turboventiladors Lycoming ALF502 d'un BAe 146 de proves per un motor elèctric de 2 MW de Siemens, adaptat per Rolls-Royce i impulsat pel seu turboeix AE2100, controlat i integrat amb una bateria de 2 t per Airbus.